# Pity Party
Pity Party är svenska artisten och låtskrivaren Sveas andra EP från 2020. EPn består av 6 låtar och släpptes via Universal Music Sweden AB.

## Låtlista
| # | Namn                  | Låtskrivare                                                                                  | Producent           | Längd |
| - | --------------------- | -------------------------------------------------------------------------------------------- | ------------------- | ----- |
| 1 | "Too Much"            | Anton Hård af Segerstad, Moa Pettersson Hammar, Svea Kågemark                                | Anton Hard          | 3:24  |
| 2 | "I'll Get Better"     | Celine Svanbäck, Jeppe London Bilsby, Svea Kågemark                                          | Jeppe London Bilsby | 2:51  |
| 3 | "Never Call Me Again" | Celine Svanbäck, Jeppe London Bilsby, Svea Kågemark                                          | Jeppe London Bilsby | 2:35  |
| 4 | "All My Exes"         | Alec McGarry, Anton Hård af Segerstad, Nathan Lambert, Nick Hahn, Ryan Meaney, Svea Kågemark | Anton Hard          | 3:33  |
| 5 | "Pity Party"          | Christian Boye, Christian Sigvardt, Elias Näslin, Lara Andersson, Svea Kågemark              | LIAS                | 2:48  |
| 6 | "Aftermath"           | Andreas Ringblom, Kristoffer Fuglsang Mortensen, Mike Hunnid, Oliver Cilwik, Svea Kågemark   | LittGloss           | 3:24  |